# Албак
Албак (рум. Albac) — село у повіті Алба в Румунії. Адміністративний центр комуни Албак.
Село розташоване на відстані 331 км на північний захід від Бухареста, 62 км на північний захід від Алба-Юлії, 60 км на південний захід від Клуж-Напоки.

## Населення
За даними перепису населення 2002 року у селі проживали 509 осіб.
Національний склад населення села:
| Національність | Кількість осіб | Відсоток |
| -------------- | -------------- | -------- |
| румуни         | 472            | 92,7%    |
| цигани         | 37             | 7,3%     |

Рідною мовою назвали:
| Мова      | Кількість осіб | Відсоток |
| --------- | -------------- | -------- |
| румунська | 472            | 92,7%    |
| циганська | 37             | 7,3%     |